# Сироткин, Анатолий Петрович (Герой Советского Союза)
Анатолий Петрович Сироткин (1913—1976) — командир взвода 387-го стрелкового полка 136-й стрелковой дивизии 13-й армии Северо-Западного фронта, младший лейтенант. Герой Советского Союза.

## Биография
Родился 8 декабря 1913 года в деревне Большие Колковицы ныне Княгининского района Нижегородской области в семье крестьянина. Русский. Член ВКП(б)/КПСС с 1940 года. Окончил семь классов школы крестьянской молодежи в селе Княгинино. В городе Нижнем Новгороде поступил в школу фабрично-заводского ученичества при заводе «Красное Сормово». Окончив ФЗУ и получив рабочую специальность, остался на заводе электросварщиком в вагономеханическом цехе.
С 1935 по 1937 год проходил срочную службу в Красной Армии. После окончания полковой школы командовал отделением. После демобилизации возвратился в Сормово, с декабря 1937 года работал на авиационном заводе имени Серго Орджоникидзе. В городе Горьком в июне 1939 года окончил курсы младших лейтенантов запаса.
В составе 136-й стрелковой дивизии, сформированной в сентябре 1939 года в Горьком, участвовал в советско-финской войне 1939—1940 годов. Командир взвода 387-го стрелкового полка 13-й армии Северо-Западного фронта комсомолец младший лейтенант Сироткин с декабря 1939 года участвовал в непрерывных боях на выборгском направлении, штурмовал «линию Маннергейма».
Отличился при прорыве укреплённого района противника в районе деревни Муола в феврале 1940 года. Вечером 20 февраля скрытно выдвинулся к линии обороны противника и провёл визуальную разведку вражеских позиций, обнаружив местоположение 3-х финских дотов. Вернувшись назад, сообщил полученные сведения командованию. На кануне наступления с учётом этих данных была проведена артиллерийская подготовка.
В ночь на 22 февраля взвод Сироткина под прикрытием танков прорвал линию финской обороны. Скрытно проникнув к разведанным накануне дотам, бойцы блокировали их, а затем вместе с сапёрами взорвали. На другой день на пути полка встретился большой дот, из которого противник вёл сильный огонь. Прикрываясь танками, младший лейтенант Сироткин с бойцами быстро прошёл вперёд, выбил финнов из траншей и блокировал дот. Пока четыре танка вели огонь по амбразурам, сапёры заминировали дот и взорвали. 11 марта в бою в районе местечка Репола младший лейтенант Сироткин заменил командира роты. Под его командованием красноармейцы отразил шесть контратак противника. Сироткин был ранен, но не покинул поля боя, продолжал управлять ротой.
Указом Президиума Верховного Совета СССР от 7 апреля 1940 года за образцовое выполнение боевых заданий командования на фронте борьбы с финской белогвардейщиной и проявленные при этом доблесть и мужество младшему лейтенанту Анатолию Петровичу Сироткину присвоено звание Героя Советского Союза с вручением ордена Ленина и медали «Золотая Звезда». Заслуженные награды получил 28 мая 1940 года из рук М. И. Калинина.
После окончания войны остался в армии. В составе 136-й стрелковой дивизии в мае 1940 года переехал на новое место службы — в Закавказский военный округ. В 1940 году окончил Высшие офицерские курсы «Выстрел». Дальнейшую службу проходил в гарнизоне города Горького.
Здесь он встретил начало Великой Отечественной войны. В сентябре 1941 года командир батальона Сироткин в составе родной 136-й стрелковой дивизии прибыл на Южный фронт. Участвовал в жестоких боях северо-западнее Мелитополя. Осенью под городом Осипенко в составе 18-й армии сражался в окружении. Участвовал в Ростовских оборонительной и наступательной операциях, в начале лета 1942 года вёл тяжёлые оборонительные бои на волчанском направлении, отходил через Дон на Сталинград.
В августе 1942 года комбат Сироткин был направлен в Военную академию имени М. В. Фрунзе. На фронт вернулся в феврале 1943 года. Командуя стрелковым полком, Сироткин освобождал южные города и сёла Украины, одним из первых форсировал Дунай, брал Констанцу. Он освобождал Румынию, Болгарию, Югославию, Венгрию. День Победы встретил в Австрии.
После войны продолжал служить в армии. В 1947 году окончил Военную офицерскую бронетанковую школу. В мирное время награждён орденом Красной Звезды. С 1959 года подполковник Сироткин — в запасе. Жил в посёлке санатория «Марьино» Рыльского района Курской области, на родине жены. Работал в санатории.
Анатолий Петрович Сироткин умер 10 декабря 1976 года. Похоронен в селе Ивановское Рыльского района.
Награждён орденами Ленина, Красного Знамени, Александра Невского, Отечественной войны 1-й степени, двумя орденами Красной Звезды, медалями.